# Нестор Сусаета
Нестор Сусаета (ісп. Néstor Susaeta; нар. 11 грудня 1984, Ейбар) — іспанський футболіст, що грає на позиції півзахисника.
Виступав, зокрема, за клуби «Райо Вальєкано», «Реал Ов'єдо» та «Альбасете».

## Ігрова кар'єра
Народився 11 грудня 1984 року в місті Ейбар. Вихованець футбольної школи клубу «Реал Сосьєдад».
У дорослому футболі дебютував 2003 року виступами за команду «Реал Сосьєдад Б», у якій провів три сезони, взявши участь у 66 матчах чемпіонату.
Згодом з 2006 по 2009 рік грав у складі команд «Ейбар», «Саламанка», «Більбао Атлетік» та «Алькоркон».
Своєю грою за останню команду привернув увагу представників тренерського штабу клубу «Райо Вальєкано», до складу якого приєднався 2009 року. Відіграв за мадридський клуб наступні три сезони своєї ігрової кар'єри.
Протягом 2012—2013 років захищав кольори клубів «Лозанна» та «Гвадалахара».
У 2013 році уклав контракт з клубом «Реал Ов'єдо», у складі якого провів наступні чотири роки своєї кар'єри гравця. Більшість часу, проведеного у складі «Реала Ов'єдо», був основним гравцем команди.
З 2017 року три сезони захищав кольори клубу «Альбасете». Граючи у складі «Альбасете» також здебільшого виходив на поле в основному складі команди.
Завершив ігрову кар'єру у команді «Райо Махадаонда».